# Teatro Haymarket

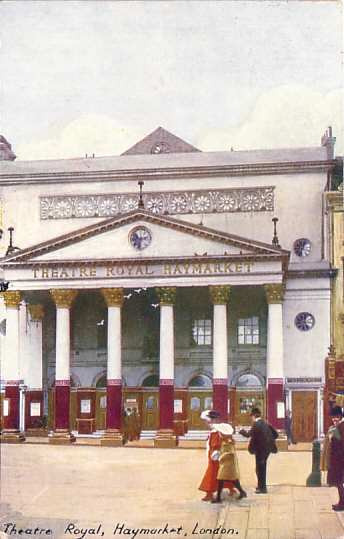
El teatro Haymarket en 1900

El Theatre Royal, Haymarket (también conocido como el Haymarket Theatre o el Little Theatre)  es un teatro situado en Londres cuyo origen se remonta a 1720. En 1766, gracias al patrocinio del duque de York, hermano menor del monarca, Jorge III, quien gestionó un patente real, el teatro fue reconocido como teatro real.
El edificio original se encontraba un poco más al norte, en la misma calle. Se encuentra en su localización actual desde 1821, y fue rediseñado por John Nash.
El Haymarket ha sido el escenario de algunas innovaciones significativas en el teatro. En 1873 se programó la primera sesión matinée (representación que se realiza a primera hora de la tarde), estableciendo una costumbre que muy pronto siguieron otros teatros. Seis años más tarde, su auditorio fue reestructurado y dotado por primera vez de un proscenio. Su capacidad actual es de 888 espectadores.
El edificio fue declarado monumento clasificado en 1970.